# Anomala catoxantha
Anomala catoxantha är en skalbaggsart som beskrevs av Hermann Burmeister 1855. Anomala catoxantha ingår i släktet Anomala och familjen Rutelidae. Inga underarter finns listade i Catalogue of Life.